# Lijst van Italiaanse ministers van Justitie

## Ministers van Justitie van Italië (1953–heden)
| Minister van Justitie            | Minister van Justitie     | Minister van Justitie                 | Ambtstermijn               | Ambtstermijn     | Partij(en)                     | Premier(s)                    | Kabinet(en)   |
| -------------------------------- | ------------------------- | ------------------------------------- | -------------------------- | ---------------- | ------------------------------ | ----------------------------- | ------------- |
|                                  | Antonio Azara             | Antonio Azara (1883–1967)             | 17 augustus 1953           | 18 januari 1954  | DC                             | Giuseppe Pella (1953–1954)    | Pella         |
|                                  | Michele De Pietro         | Michele De Pietro (1884–1967)         | 18 januari 1954            | 5 juli 1955      | DC                             | Amintore Fanfani (1954)       | Fanfani I     |
| Mario Scelba (1954–1955)         | Michele De Pietro         | Michele De Pietro (1884–1967)         | 18 januari 1954            | 5 juli 1955      | DC                             | Scelba                        |               |
|                                  | Aldo Moro                 | Aldo Moro (1916–1978)                 | 5 juli 1955                | 20 mei 1957      | DC                             | Antonio Segni (1955–1957)     | Segni I       |
|                                  | Guido Gonella             | Guido Gonella (1905–1982)             | 20 mei 1957                | 20 februari 1962 | DC                             | Adone Zoli (1957–1958)        | Zoli          |
| Amintore Fanfani (1958–1959)     | Guido Gonella             | Guido Gonella (1905–1982)             | 20 mei 1957                | 20 februari 1962 | DC                             | Fanfani II                    |               |
| Antonio Segni (1959–1960)        | Guido Gonella             | Guido Gonella (1905–1982)             | 20 mei 1957                | 20 februari 1962 | DC                             | Segni II                      |               |
| Fernando Tambroni (1960)         | Guido Gonella             | Guido Gonella (1905–1982)             | 20 mei 1957                | 20 februari 1962 | DC                             | Tambroni                      |               |
| Amintore Fanfani (1960–1963)     | Guido Gonella             | Guido Gonella (1905–1982)             | 20 mei 1957                | 20 februari 1962 | DC                             | Fanfani III                   |               |
| Amintore Fanfani (1960–1963)     |                           | Giacinto Bosco                        | Giacinto Bosco (1905–1997) | 20 februari 1962 | 5 december 1963                | DC                            | Fanfani IV    |
| Giovanni Leone (1963)            | Leone I                   | Giacinto Bosco                        | Giacinto Bosco (1905–1997) | 20 februari 1962 | 5 december 1963                | DC                            |               |
|                                  | Oronzo Reale              | Oronzo Reale (1902–1988)              | 5 december 1963            | 24 juni 1968     | PRI                            | Aldo Moro (1963–1968)         | Moro I        |
| Moro II                          | Oronzo Reale              | Oronzo Reale (1902–1988)              | 5 december 1963            | 24 juni 1968     | PRI                            | Aldo Moro (1963–1968)         |               |
| Moro III                         | Oronzo Reale              | Oronzo Reale (1902–1988)              | 5 december 1963            | 24 juni 1968     | PRI                            | Aldo Moro (1963–1968)         |               |
|                                  | Guido Gonella             | Guido Gonella (1905–1982)             | 24 juni 1968               | 12 december 1968 | DC                             | Giovanni Leone (1968)         | Leone II      |
|                                  | Silvio Gava               | Silvio Gava (1901–1999)               | 12 december 1968           | 27 maart 1970    | DC                             | Mariano Rumor (1968–1970)     | Rumor I       |
| Rumor II                         | Silvio Gava               | Silvio Gava (1901–1999)               | 12 december 1968           | 27 maart 1970    | DC                             | Mariano Rumor (1968–1970)     |               |
|                                  | Oronzo Reale              | Oronzo Reale (1902–1988)              | 27 maart 1970              | 1 maart 1971     | PRI                            | Mariano Rumor (1968–1970)     | Rumor III     |
| Emilio Colombo (1970–1972)       | Oronzo Reale              | Oronzo Reale (1902–1988)              | 27 maart 1970              | 1 maart 1971     | PRI                            | Colombo                       |               |
| Emilio Colombo (1970–1972)       |                           | Emilio Colombo                        | Emilio Colombo (1920–2013) | 1 maart 1971     | 18 februari 1972               | Colombo                       | DC            |
|                                  | Guido Gonella             | Guido Gonella (1905–1982)             | 18 februari 1972           | 7 juli 1973      | DC                             | Giulio Andreotti (1972–1973)  | Andreotti I   |
| Andreotti II                     | Guido Gonella             | Guido Gonella (1905–1982)             | 18 februari 1972           | 7 juli 1973      | DC                             | Giulio Andreotti (1972–1973)  |               |
|                                  | Mario Zagari              | Mario Zagari (1913–1996)              | 7 juli 1973                | 24 november 1974 | PSI                            | Mariano Rumor (1973–1974)     | Rumor IV      |
| Rumor V                          | Mario Zagari              | Mario Zagari (1913–1996)              | 7 juli 1973                | 24 november 1974 | PSI                            | Mariano Rumor (1973–1974)     |               |
|                                  | Oronzo Reale              | Oronzo Reale (1902–1988)              | 24 november 1974           | 12 februari 1976 | PRI                            | Aldo Moro (1974–1976)         | Moro IV       |
|                                  | Francesco Paolo Bonifacio | Francesco Paolo Bonifacio (1923–1989) | 12 februari 1976           | 20 maart 1979    | DC                             | Aldo Moro (1974–1976)         | Moro V        |
| DC                               | Francesco Paolo Bonifacio | Francesco Paolo Bonifacio (1923–1989) | 12 februari 1976           | 20 maart 1979    | Giulio Andreotti (1976–1979)   | Andreotti III                 |               |
| DC                               | Francesco Paolo Bonifacio | Francesco Paolo Bonifacio (1923–1989) | 12 februari 1976           | 20 maart 1979    | Giulio Andreotti (1976–1979)   | Andreotti IV                  |               |
|                                  | Tommaso Morlino           | Tommaso Morlino (1925–1983)           | 20 maart 1979              | 18 oktober 1980  | Giulio Andreotti (1976–1979)   | DC                            | Andreotti V   |
| Francesco Cossiga (1979–1980)    | Tommaso Morlino           | Tommaso Morlino (1925–1983)           | 20 maart 1979              | 18 oktober 1980  | Cossiga I                      | DC                            |               |
| Francesco Cossiga (1979–1980)    | Tommaso Morlino           | Tommaso Morlino (1925–1983)           | 20 maart 1979              | 18 oktober 1980  | Cossiga II                     | DC                            |               |
|                                  | Adolfo Sarti              | Adolfo Sarti (1928–1992)              | 18 oktober 1980            | 23 mei 1981      | DC                             | Arnaldo Forlani (1979–1980)   | Forlani       |
|                                  | Clelio Darida             | Clelio Darida (1927–2017)             | 23 mei 1981                | 4 augustus 1983  | DC                             | Arnaldo Forlani (1979–1980)   | Forlani       |
| DC                               | Clelio Darida             | Clelio Darida (1927–2017)             | 23 mei 1981                | 4 augustus 1983  | Giovanni Spadolini (1981–1982) | Spadolini I                   |               |
| DC                               | Clelio Darida             | Clelio Darida (1927–2017)             | 23 mei 1981                | 4 augustus 1983  | Giovanni Spadolini (1981–1982) | Spadolini II                  |               |
| DC                               | Clelio Darida             | Clelio Darida (1927–2017)             | 23 mei 1981                | 4 augustus 1983  | Amintore Fanfani (1982–1983)   | Fanfani V                     |               |
|                                  | Mino Martinazzoli         | Mino Martinazzoli (1931–2011)         | 4 augustus 1983            | 1 augustus 1986  | DC                             | Bettino Craxi (1983–1987)     | Craxi I       |
|                                  | Virginio Rognoni          | Virginio Rognoni (1924–2022)          | 1 augustus 1986            | 28 juli 1987     | DC                             | Bettino Craxi (1983–1987)     | Craxi II      |
| Amintore Fanfani (1987)          | Virginio Rognoni          | Virginio Rognoni (1924–2022)          | 1 augustus 1986            | 28 juli 1987     | DC                             | Fanfani VI                    |               |
|                                  | Giuliano Vassalli         | Giuliano Vassalli (1915–2009)         | 28 juli 1987               | 1 februari 1991  | PSI                            | Giovanni Goria (1987–1988)    | Goria         |
| Ciriaco De Mita (1989)           | Giuliano Vassalli         | Giuliano Vassalli (1915–2009)         | 28 juli 1987               | 1 februari 1991  | PSI                            | De Mita                       |               |
| Giulio Andreotti (1989–1992)     | Giuliano Vassalli         | Giuliano Vassalli (1915–2009)         | 28 juli 1987               | 1 februari 1991  | PSI                            | Andreotti VI                  |               |
| Giulio Andreotti (1989–1992)     |                           | Claudio Martelli                      | Claudio Martelli (1943)    | 1 februari 1991  | 10 februari 1993               | Andreotti VI                  | PSI           |
| Giulio Andreotti (1989–1992)     | PSI                       | Claudio Martelli                      | Claudio Martelli (1943)    | 1 februari 1991  | 10 februari 1993               | Andreotti V                   |               |
| Giuliano Amato (1992–1993)       | PSI                       | Claudio Martelli                      | Claudio Martelli (1943)    | 1 februari 1991  | 10 februari 1993               | Amato I                       |               |
| Giuliano Amato (1992–1993)       |                           | Giovanni Conso                        | Giovanni Conso (1922–2015) | 10 februari 1993 | 10 mei 1994                    | Amato I                       | O             |
| Carlo Azeglio Ciampi (1993–1994) | Ciampi                    | Giovanni Conso                        | Giovanni Conso (1922–2015) | 10 februari 1993 | 10 mei 1994                    |                               | O             |
|                                  | Alfredo Biondi            | Alfredo Biondi (1928–2020)            | 10 mei 1994                | 17 januari 1995  | UDC                            | Silvio Berlusconi (1994–1995) | Berlusconi I  |
|                                  | Filippo Mancuso           | Filippo Mancuso (1922–2011)           | 17 januari 1995            | 20 oktober 1995  | O                              | Lamberto Dini (1995–1996)     | Dini          |
|                                  | Lamberto Dini             | Lamberto Dini (1931)                  | 20 oktober 1995            | 16 februari 1996 | O                              | Lamberto Dini (1995–1996)     | Dini          |
|                                  | Vincenzo Caianiello       | Vincenzo Caianiello (1932–2002)       | 16 februari 1996           | 17 mei 1996      | O                              | Lamberto Dini (1995–1996)     | Dini          |
|                                  | Giovanni Maria Flick      | Giovanni Maria Flick (1940)           | 17 mei 1996                | 21 oktober 1998  | O                              | Romano Prodi (1996–1998)      | Prodi I       |
|                                  | Oliviero Diliberto        | Oliviero Diliberto (1956)             | 21 oktober 1998            | 25 april 2000    | PdCI                           | Massimo D'Alema (1998–2000)   | D'Alema I     |
| D'Alema II                       | Oliviero Diliberto        | Oliviero Diliberto (1956)             | 21 oktober 1998            | 25 april 2000    | PdCI                           | Massimo D'Alema (1998–2000)   |               |
|                                  | Piero Fassino             | Piero Fassino (1949)                  | 25 april 2000              | 5 juni 2001      | DS                             | Giuliano Amato (2000–2001)    | Amato II      |
|                                  | Roberto Castelli          | Roberto Castelli (1946)               | 11 juni 2001               | 17 mei 2006      | FI                             | Silvio Berlusconi (2001–2006) | Berlusconi II |
| Berlusconi III                   | Roberto Castelli          | Roberto Castelli (1946)               | 11 juni 2001               | 17 mei 2006      | FI                             | Silvio Berlusconi (2001–2006) |               |
|                                  | Clemente Mastella         | Clemente Mastella (1947)              | 17 mei 2006                | 18 januari 2008  | UDEUR                          | Romano Prodi (2006–2008)      | Prodi II      |
|                                  | Romano Prodi              | Romano Prodi (1939)                   | 18 januari 2008            | 6 februari 2008  | DP                             | Romano Prodi (2006–2008)      | Prodi II      |
|                                  | Luigi Scotti              | Luigi Scotti (1932)                   | 6 februari 2008            | 8 mei 2008       | O                              | Romano Prodi (2006–2008)      | Prodi II      |
|                                  | Angelino Alfano           | Angelino Alfano (1970)                | 8 mei 2008                 | 27 juli 2011     | PdL                            | Silvio Berlusconi (2008–2011) | Berlusconi IV |
|                                  | Nitto Francesco Palma     | Nitto Francesco Palma (1950)          | 27 juli 2011               | 16 november 2011 | PdL                            | Silvio Berlusconi (2008–2011) | Berlusconi IV |
|                                  | Paola Severino            | Paola Severino (1948)                 | 16 november 2011           | 28 april 2013    | O                              | Mario Monti (2011–2013)       | Monti         |
|                                  | Annamaria Cancellieri     | Annamaria Cancellieri (1943)          | 28 april 2013              | 22 februari 2014 | O                              | Enrico Letta (2013–2014)      | Letta         |
|                                  | Andrea Orlando            | Andrea Orlando (1969)                 | 22 februari 2014           | 1 juni 2018      | DP                             | Matteo Renzi (2014–2016)      | Renzi         |
| Paolo Gentiloni (2016–2018)      | Andrea Orlando            | Andrea Orlando (1969)                 | 22 februari 2014           | 1 juni 2018      | DP                             | Gentiloni                     |               |
|                                  | Alfonso Bonafede          | Alfonso Bonafede (1976)               | 1 juni 2018                | 13 februari 2021 | M5S                            | Giuseppe Conte (2018–2021)    | Conte I       |
| Conte II                         | Alfonso Bonafede          | Alfonso Bonafede (1976)               | 1 juni 2018                | 13 februari 2021 | M5S                            | Giuseppe Conte (2018–2021)    |               |
|                                  | Marta Cartabia            | Marta Cartabia (1963)                 | 13 februari 2021           | 22 oktober 2022  | O                              | Mario Draghi (2021–2022)      | Draghi        |
|                                  | Carlo Nordio              | Carlo Nordio (1947)                   | 22 oktober 2022            | heden            | FdI                            | Giorgia Meloni (sinds 2022)   | Meloni        |